# 왕위원 (1971년)
왕위원(중국어: 王渝文, 병음: Wáng Yúwén, 한자음: 왕유문, 1971년 7월 29일 ~ )은 타이완의 배우이다. 영화 《음식남녀》의 막내 역으로 출연했다.